# 함박마을
함박마을(영어: Hambak Maeul, 러시아어: Хамбак маыль)은 인천광역시 연수구 연수동에 있는 마을이다. 마을에는  고려인 출신이 약 9,000명정도가 국내 최대로 거주하고 있어 "러시아 타운"이라고도 불린다..